# Paralimnocythere vulgaris
Paralimnocythere vulgaris är en kräftdjursart som beskrevs av McKenzie och Swanson 1981. Paralimnocythere vulgaris ingår i släktet Paralimnocythere och familjen Limnocytheridae. Inga underarter finns listade i Catalogue of Life.